# Matteo Zurloni
Matteo Zurloni (ur. 20 marca 2002 w Segrate) – włoski wspinacz sportowy specjalizujący się we wspinaczce na czas, olimpijczyk z Paryża 2024, mistrz świata i wicemistrz Europy.
Mieszka w Cassano d’Adda.

## Wyniki
| Impreza                     | Rok  | Gospodarz         | Wynik              | Wynik |
| Impreza                     | Rok  | Gospodarz         | wspinaczka na czas |       |
| --------------------------- | ---- | ----------------- | ------------------ | ----- |
| Igrzyska olimpijskie        | 2024 | Paryż             | 6                  |       |
| Mistrzostwa świata          | 2023 | Berno             | złoto · AR         |       |
| Mistrzostwa Europy          | 2022 | Monachium         | 12                 |       |
| Mistrzostwa Europy          | 2024 | Villars-sur-Ollon | 02 !               |       |
| Mistrzostwa świata juniorów | 2021 | Woroneż           | 23                 |       |
| Mistrzostwa Europy juniorów | 2019 | Woroneż           | 14                 |       |